# Tucson Mountains
Die Tucson Mountains sind ein kleines Gebirge westlich von Tucson im US-Bundesstaat Arizona. Das Gebirge hat eine Nord-Süd-Ausdehnung von 35 km und eine Ost-West-Ausdehnung von etwas mehr als 20 km. Die Tucson Mountains sind nur eines von vier bemerkenswerten Gebirgen rund um das Tucson Valley. Die weiteren sind die Santa Catalina Mountains, die Rincon Mountains und die Santa Rita Mountains. Das Arizona-Sonora Desert Museum liegt an der westlichen Flanke des Gebirges. Ein großer Teil des Gebirges ist durch den Saguaro-Nationalpark und den Tucson Mountain County Park geschützt. Höchste Erhebung ist der 1429 m hohe Wasson Peak.

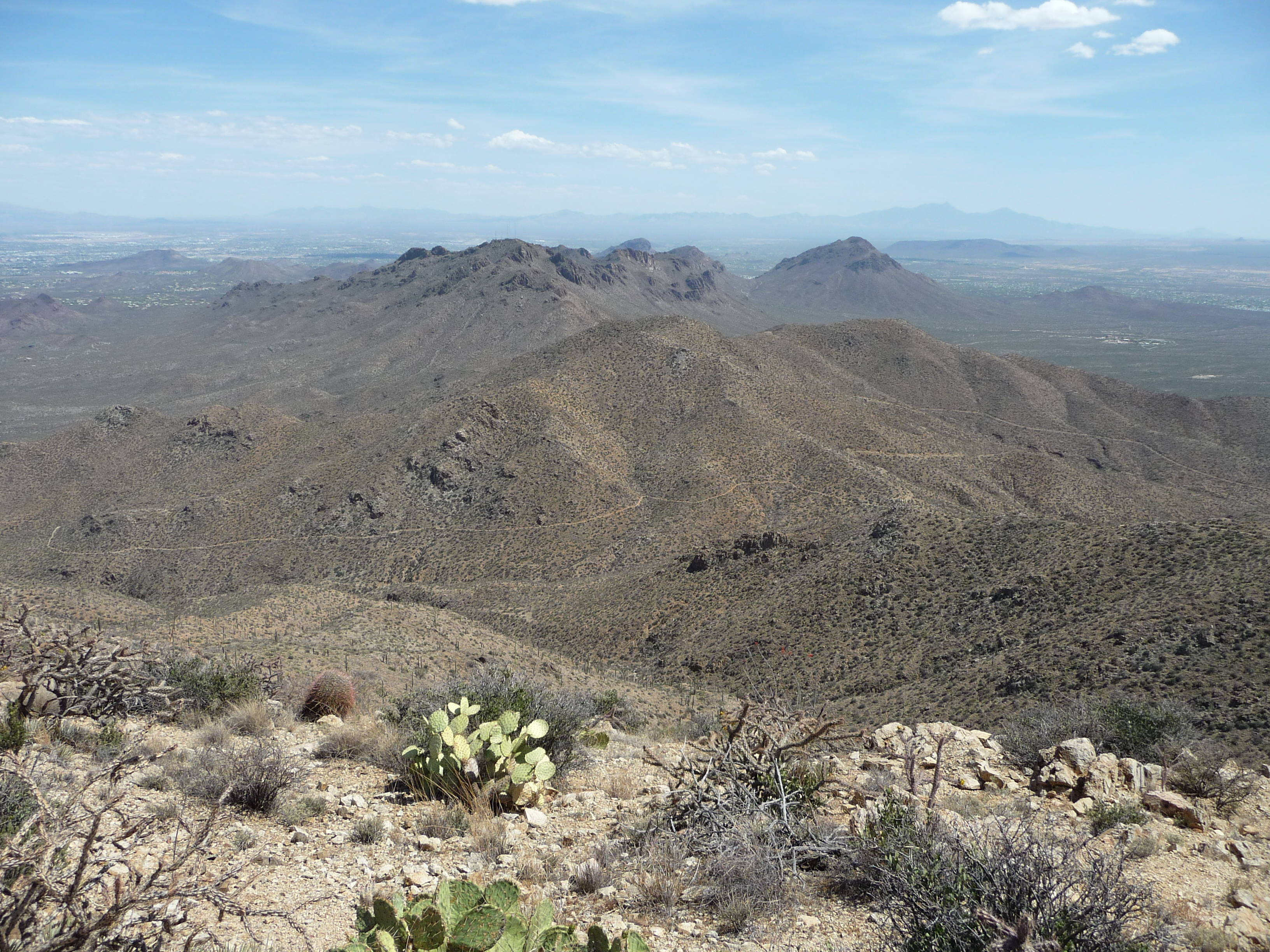
Tucson Mountains – Blick vom Wasson Peak nach Süden; rechts im Mittelgrund die Old Tucson Studios; am Horizont rechts die Santa Rita Mountains